# Nižná Polianka
Nižná Polianka (1927–1946 slowakisch „Nižná Poľanka“ – bis 1927 „Nižná Poľánka“; ungarisch Alsópagony – bis 1907 Alsópolyánka) ist eine Gemeinde im Osten der Slowakei mit 220 Einwohnern (Stand 31. Dezember 2024). Sie gehört zum Okres Bardejov, einem Kreis des Prešovský kraj, und wird zur traditionellen Landschaft Šariš gezählt.

## Geographie

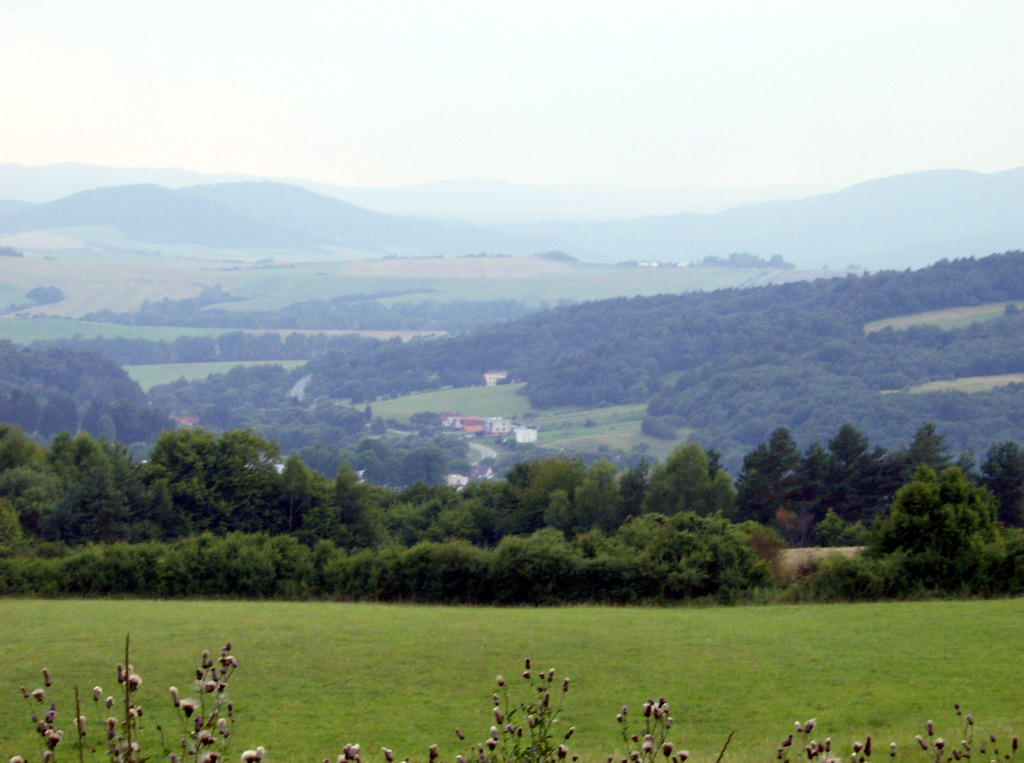
Blick auf Nižná Polianka von der Staatsgrenze

Die Gemeinde befindet sich im nördlichen Teil der Niederen Beskiden, noch genauer im Bergland Ondavská vrchovina, im oberen Tal der Ondava nahe der Staatsgrenze zu Polen. Das Ortszentrum liegt auf einer Höhe von 385 m n.m. und ist 17 Kilometer von Svidník sowie 18 Kilometer von Bardejov entfernt (Straßenentfernung).
Nachbargemeinden sind Varadka im Nordwesten und Norden, Krempna (Ortschaften Grab und Ożenna, PL) im Nordosten, Hutka im Osten und Südosten und Mikulášová im Süden und Westen.

## Geschichte

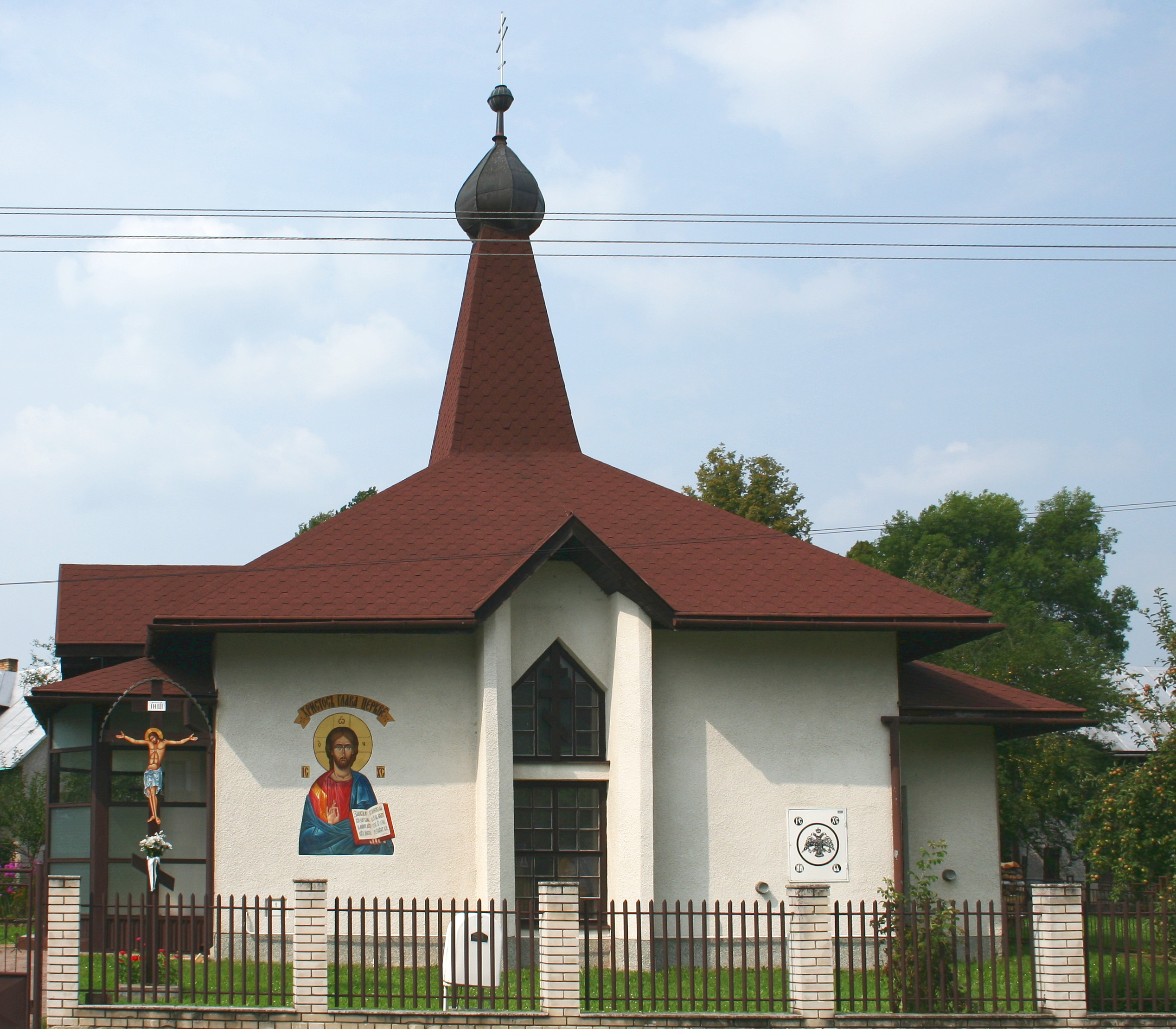
Orthodoxe Kirche

Nižná Polianka wurde zum ersten Mal 1435 als Polyanka schriftlich erwähnt, weitere historische Bezeichnungen sind unter anderen Also Poliena (1588), Also Poliana (1618) und Nizna Polianka (1773). Der Ort war damals Teil der Herrschaft von Makovica. Im 17. Jahrhundert waren die Einwohner als Schindler bekannt.
1787 hatte die Ortschaft 33 Häuser und 201 Einwohner, 1828 zählte man 48 Häuser und 358 Einwohner, die als Landwirte, Obstbauern und Viehhalter beschäftigt waren, zudem gab es im 19. Jahrhundert eine Ziegelei. Um die Mitte des 19. Jahrhunderts und nach 1880 kam es zu mehreren Auswanderungswellen. Während der Winterschlacht in den Karpaten wurde der Ort zerstört.
Bis 1918 gehörte der im Komitat Sáros liegende Ort zum Königreich Ungarn und kam danach zur Tschechoslowakei beziehungsweise heute Slowakei. In der ersten tschechoslowakischen Republik waren die Einwohner als Landwirte und Waldarbeiter tätig. Im Verlauf des Zweiten Weltkriegs wurde Nižná Polianka stark beschädigt. Nach dem Zweiten Weltkrieg pendelte ein Teil der Einwohner zur Arbeit in Industriebetriebe in Bardejov und Košice, die örtliche Einheitliche landwirtschaftliche Genossenschaft (Abk. JRD) wurde im Jahr 1953 gegründet.

## Bevölkerung
| Jahr                | 1994 | 2004    | 2014    | 2024     |
| ------------------- | ---- | ------- | ------- | -------- |
| Anzahl der Personen | 262  | 252     | 246     | 220      |
| Unterschied         |      | −3,81 % | −2,38 % | −10,56 % |

| Jahr                | 2023 | 2024    |
| ------------------- | ---- | ------- |
| Anzahl der Personen | 224  | 220     |
| Unterschied         |      | −1,78 % |

Nach der Volkszählung 2011 wohnten in Nižná Polianka 257 Einwohner, davon 152 Slowaken, 87 Russinen, acht Ukrainer und fünf Roma. Fünf Einwohner machten keine Angabe zur Ethnie.
131 Einwohner bekannten sich zur orthodoxen Kirche, 83 Einwohner zur griechisch-katholischen Kirche, 29 Einwohner zur römisch-katholischen Kirche, drei Einwohner zur Evangelischen Kirche A. B. und zwei Einwohner zur reformierten Kirche. Acht Einwohner waren konfessionslos und bei einem Einwohner wurde die Konfession nicht ermittelt.

## Bauwerke
- griechisch-katholische Cosmas-und-Damian-Kirche aus dem Jahr 1923[6]
- orthodoxe Kirche aus dem Jahr 1992

## Wirtschaft
In Nižná Polianka befinden sich ein Badeplatz und ein Skilift.

## Verkehr
Durch Nižná Polianka verläuft die Straße 1. Ordnung 77 zwischen Bardejov und Svidník. Im Ort zweigen die Straßen 3. Ordnung 3520 nach Ondavka sowie die Straße 3. Ordnung 3519 zum Grenzübergang Nižná Polianka-Ożenna am Beskidpass ab.